# Blastocladiales
Blastocladiales é uma ordem de fungos. Até 2006, este tipo de fungo estava classificado na ordem Chytridiomycetes, e posteriormente passou a ser classificado como Blastocladiomycota. Como caracteristicas, suas células possui um flagelo, o núcleo é cônico e tem ribossomos, sendo ainda pontiagudo próximo ao cinetossomo.

## Sistemática
- Família Blastocladiaceae
  - Allomyces
  - Blastocladia
  - Blastocladiella
  - Blastocladiopsis
  - Microallomyces
- Família Catenariaceae
  - Catenaria
  - Catenomyces
  - Catenophlyctis
- Família Coelomomycetaceae
  - Callimastix
  - Coelomomyces
- Família Physodermataceae
  - Physoderma
- Família Sorochytriaceae
  - Sorochytrium
- Incertae sedis
  - Coelomycidium